# Ceriantipatharia
Sous-classe
Les Ceriantipatharia sont une sous-classe d'animaux cnidaires.

## Liste des ordres et familles
Selon ITIS:
- ordre des Antipatharia Milne-Edwards & Haime, 1857
  - famille des Antipathidae Ehrenberg, 1834
  - famille des Aphanipathidae Opresko, 2004
  - famille des Cladopathidae Kinoshita, 1910
  - famille des Leiopathidae
  - famille des Myriopathidae Opresko, 2001
  - famille des Schizopathidae Brook, 1889
- ordre des Ceriantharia Perrier, 1893
  - famille des Botrucnidiferidae
  - famille des Cerianthidae Milne-Edwards & Haime, 1852